# Matoury
Matoury è un comune francese situato nella Guyana francese in cui è collocato il maggiore aeroporto della regione: l'Aeroporto di Caienna-Rochambeau.